# Shay Elliott Memorial Race
Shay Elliott Memorial Race – coroczny jednodniowy wyścig kolarski organizowany od 1958 roku. Na początku pod nazwą "Route de Chill Mhantain", a potem w hołdzie dla irlandzkiego kolarza Seamusa Elliotta. 

## Zwycięzcy[2]
| Edycja | Zwycięzca          | Kraj            | Team                                       |
| 1958   | John Lackey        | Irlandia        | Tailteann CC                               |
| 1959   | Peter Crinnion     | Irlandia        | Bray Wheelers CC                           |
| 1960   | Vinny Higgins      | Irlandia        | Obelisk CC                                 |
| 1961   | Paul Elliot        | Irlandia        | Bray Wheelers CC                           |
| 1962   | Paul Elliot        | Irlandia        | Bray Wheelers                              |
| 1963   | Vinny Higgins      | Irlandia        | Obelisk CC                                 |
| 1964   | Noel O'Neill       | Irlandia        | Bray Wheelers CC                           |
| 1965   | Terry Colbert      | Irlandia        | Tailteann CC                               |
| 1966   | Maurice Foster     | Irlandia        | Cyprus CC                                  |
| 1967   | Hughie Davis       | Irlandia        | Lorraine                                   |
| 1968   | Peter Doyle        | Irlandia        | Bray Wheelers                              |
| 1969   | Terry Colbert      | Irlandia        | Tailteann                                  |
| 1970   | Joe Smyth          | Irlandia        | Cyprus CC                                  |
| 1971   | Joe Smyth          | Irlandia        | Cyprus CC                                  |
| 1972   | Pat McQuaid        | Irlandia        | Emerald CC                                 |
| 1973   | Peter Doyle        | Irlandia        | Bray Wheelers                              |
| 1974   | Sean Kelly         | Irlandia        | Carrick Road                               |
| 1975   | Sean Kelly         | Irlandia        | Carrick Road                               |
| 1976   | Alan McCormack     | Irlandia        | Eagke                                      |
| 1977   | Mick Nulty         | Irlandia        | Tailteann                                  |
| 1978   | Billy Kerr         | Irlandia        | Ballymena                                  |
| 1979   | Peter Morton       | Irlandia        | Les Jeunes                                 |
| 1980   | Alan McCormack     | Irlandia        | Eagle                                      |
| 1981   | Martin Earley      | Irlandia        | Les Jeunes                                 |
| 1982   | Philip Cassidy     | Irlandia        | Team Tirolia                               |
| 1983   | Raphael Kimmage    | Irlandia        | Tara                                       |
| 1984   | John Shortt        | Irlandia        | Lusk                                       |
| 1985   | Frank Relf         | Irlandia        | Les Jeunes                                 |
| 1986   | John Shortt        | Irlandia        | Lusk team                                  |
| 1987   | Anthony O'Gorman   | Irlandia        | Clonmel                                    |
| 1988   | Paul McCormack     | Irlandia        | Eagle                                      |
| 1989   | Paul McQuaid       | Irlandia        | Emerald                                    |
| 1990   | Darach McQuaid     | Irlandia        | Emerald                                    |
| 1991   | Colm Maye          | Irlandia        | Rapparee                                   |
| 1992   | Robert Power       | Irlandia        | Waterford                                  |
| 1993   | Kevin Kimmage      | Irlandia        | Navan                                      |
| 1994   | Mark Kane          | Irlandia        | Northern                                   |
| 1995   | Richard McCauley   | Irlandia        | Bray Wheelers                              |
| 1996   | David McCann       | Irlandia        | Phoenix                                    |
| 1997   | Ciarán Power       | Irlandia        | Comeragh                                   |
| 1998   | Michael O'Donnell  | Irlandia        | Bray Wheelers                              |
| 1999   | Brian Kenneally    | Irlandia        | Carrick                                    |
| 2000   | Stephen O'Sullivan | Irlandia        | Team Clarke                                |
| 2001   | David Peelo        | Irlandia        | Compensation Group RT                      |
| 2002   | Mark Lovatt        | Wielka Brytania | Compensation Group RT                      |
| 2003   | Alessandro Guerra  | Włochy          | Endura Sport.com-Principia                 |
| 2004   | David O'Loughlin   | Irlandia        | Team Total Cycling                         |
| 2005   | Kevin Dawson       | Wielka Brytania | Planet X                                   |
| 2006   | Andrew Roche       | Wyspa Man       | Murphy & Gunn-Newlyn–M Donnelly–Sean Kelly |
| 2007   | Malcolm Elliott    | Wielka Brytania | Pinarello                                  |
| 2008   | David O'Loughlin   | Irlandia        | Pezula Racing                              |
| 2009   | Matt Cronshaw      | Wielka Brytania | Rapha Condor                               |
| 2010   | Dan Craven         | Namibia         | Rapha Condor                               |
| 2011   | Timmy Barry        | Irlandia        | The Edge CC                                |
| 2012   | Philip Lavery      | Irlandia        | Node 4-Giordana Racing                     |
| 2013   | Conor Murphy       | Irlandia        | Eurocycles-Eurobaby                        |
| 2014   | Damien Shaw        | Irlandia        | Aquablue                                   |
| 2015   | Martyn Irvine      | Irlandia        | Madison Genesis                            |
| 2016   | Marc Potts         | Irlandia        | Neon Velo                                  |
| 2017   | Darnell Moore      | Irlandia        | Caldwell Omagh                             |
| 2018   | Ronan McLaughlin   | Irlandia        | Viner-Caremark-Pactimo                     |
| 2019   | Ronan McLaughlin   | Irlandia        | Viner-Caremark-Pactimo                     |
| 2021   | Matthew Teggart    | Irlandia        | VC Villefranche Beaujolais                 |